# Chasminodes nigrilinea
Chasminodes nigrilinea är en fjärilsart som beskrevs av John Henry Leech 1889. Chasminodes nigrilinea ingår i släktet Chasminodes och familjen nattflyn. Inga underarter finns listade i Catalogue of Life.